# ماتئوش پاتسویچ
ماتئوش پاتسِویچ (انگلیسی: Mateusz Pacewicz؛ زادهٔ ۲۱ ژوئن ۱۹۹۲) فیلم‌نامه‌نویس و کارگردان فیلم اهل لهستان است. وی از سال ۲۰۱۵ میلادی تاکنون مشغول فعالیت بوده‌است.
از فیلم‌هایی که وی در آن‌ها نقش داشته‌است، می‌توان به بدن مسیح اشاره نمود.